# Agrotis lineolatus
Agrotis lineolatus är en fjärilsart som beskrevs av Tutt 1892. Agrotis lineolatus ingår i släktet Agrotis och familjen nattflyn. Inga underarter finns listade i Catalogue of Life.